# Budai jogkönyv
A Budai jogkönyv (Buda város jogkönyve, Ofner Stadtrecht) a középkori Magyarország egyik legfontosabb joggyűjteménye, ami nem hivatalos, hanem magánhasználatra készült. 1405 és 1421 között állították össze, több szakaszban és nem egységes szerkesztésben. Nyelve felnémet, több kéziratban is fennmaradt. A lyceumi kódex a 15. század elejéről fennmaradt eredeti szöveg. Az összeállítójának neve nem ismert, keresztneve János volt. Egyes vélemények szerint Siebenlinder Jánosnak hívták.

## Forrásai
A Budai jogkönyv három fő forrásra épül: a magdeburgi jogra, a város szokásjogára és a királyi kiváltságlevelekre. Ezeken kívül más német városok városi jogának a hatása is kimutatható. A jogkönyv szövege hűen átvett oklevelekből szövegeket, de sok esetben nem pontos kodifikáció.

## Szerkezete
Szerkezetileg több részre tagolódik. Az 1-158., a 159-164., 165-198., és a 199-403. fejezetek külön-külön szerkesztettek. Emiatt a jogkönyv különböző helyein az egyes rendelkezések ismétlődnek. A szöveghez függelékként csatlakozik az 1421-es kereskedelmi szabályrendelet, amit több, későbbi keltezésű függelékek követnek.

## Tartalma
A Budai jogkönyv többek között tárgyalja a városi tisztségviselők választásának mikéntjét, a választott bíró és pénzbíró illetve egyéb tisztviselők jogait és kötelezettségeit. Ezenkívül a plébános választása, a városi népgyűlés intézménye valamint a városi község mibenléte is le van benne írva. A második fő rész az iparosok, kereskedők és egyéb foglalkozási ágakat űzők jogi viszonyaival foglalkozik. Több céh első említése ebből a jogkönyvből származik. A harmadik fő rész a városi igazságszolgáltatást írja le, a negyedik pedig Buda városának és az idegen kereskedőknek a viszonyával foglalkozik.